# Pfaffenhofen an der Ilm

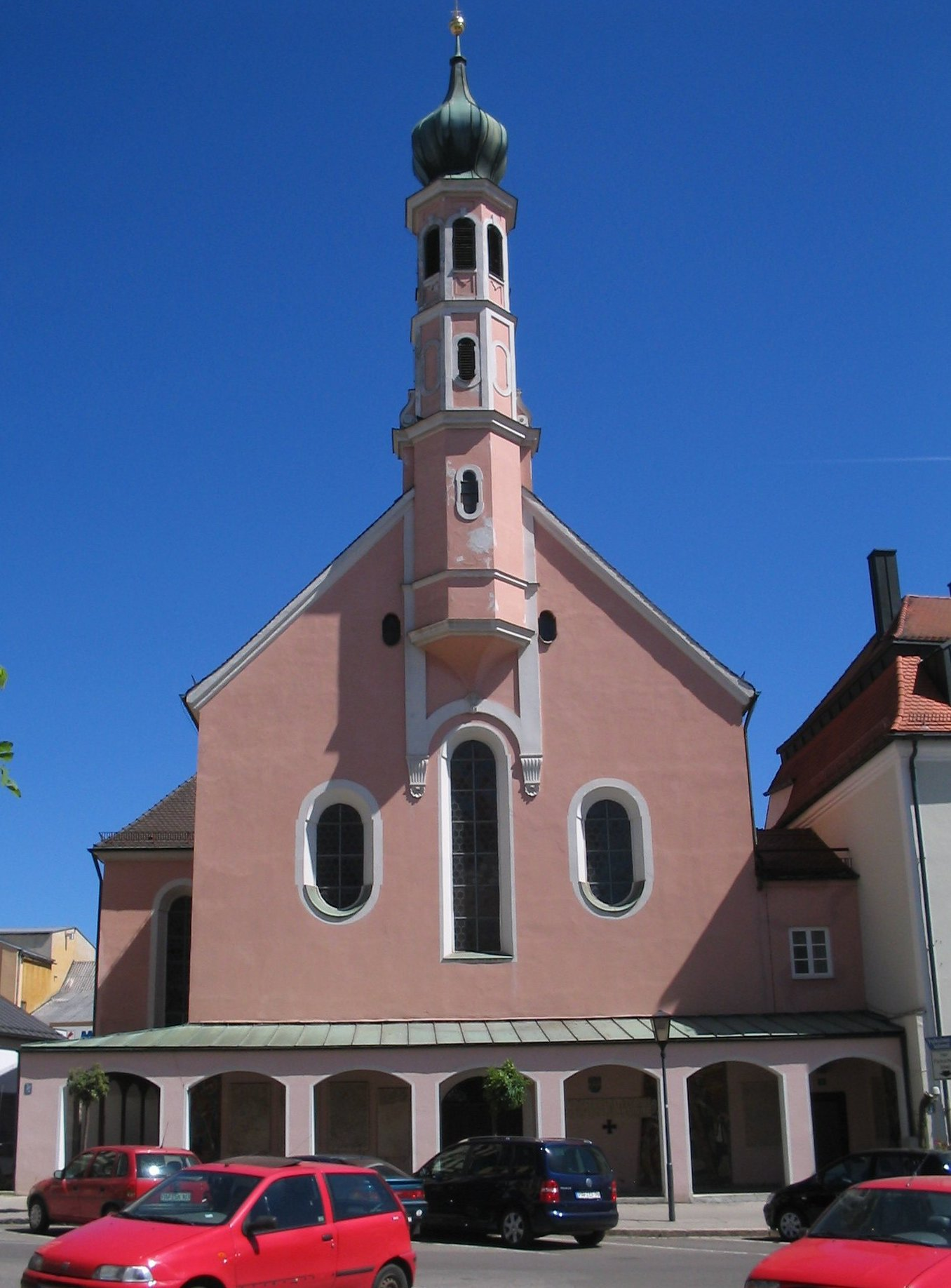
Pfaffenhofen an der Ilm

Pfaffenhofen an der Ilm este un oraș din districtul Pfaffenhofen an der Ilm, regiunea administrativă Bavaria Superioară, landul Bavaria, Germania.
În 2018 s-a reînființat Parohia Ortodoxă Română din orașul Pfaffenhofen an der Ilm.